# 'Aql
'Aql (in arabo: عقل, che significa "intelletto") è un termine della lingua araba usato nella filosofia e teologia islamica per indicare l’intelletto o la facoltà razionale dell’anima o della mente. È l’ordinaria traduzione del termine greco nous. In giurisprudenza, è associato all'uso della ragione come fonte della sharia ed è stato tradotto come "ragionamento dialettico".

## Storia
Nell'Islam, il termine 'aql fu ampiamente chiarito dai primi pensatori sciiti; venne a sostituire ed espandere il concetto preislamico di ḥilm (in arabo: حلم) che significava "giustizia serena e autocontrollo, dignità" in opposizione alle nozioni negative di ignoranza (jahl) e stupidità (safah).
Il "possessore di 'aql", o al-'āqīl (plurale al-'uqqāl) realizza una profonda connessione con Dio. Ja'far al-Sadiq (Imām morto nel 765) descrisse questa connessione come una consapevolezza che Dio ama alcuni, che Dio è verità e che solo la "sacra conoscenza" ('ilm) e il suo sviluppo possono aiutare l'umanità a realizzare il suo potenziale.
Suo figlio, l’imām Mūsà al-Kāżim (m. 799), estese questa esegesi definendo 'aql come la "facoltà di apprendere il divino, una facoltà di percezione metafisica, una luce nel cuore, attraverso la quale si possono discernere e riconoscere i segni provenienti da Dio". [Notò inoltre che mentre gli A'immah (Imām) sono "prova esterna [di Dio]" (ḥujjatu ż-żāhira), l’'aql è "prova segreta”. (ḥujjatu l-Bāṭina).
Mentre all'inizio dell'Islam 'aql era il contrario di jahl ("ignoranza"), l'espansione del concetto lo rese l’opposto di safah ("stupidità [deliberata]") e junūn ("mancanza di senso, indulgenza"). Sotto l'influenza del pensiero di Mu'tazilī, 'aql venne a significare "ragionamento dialettico".

## Nella giurisprudenza sciita
Nella giurisprudenza sciita, 'aql indica il processo di utilizzo dell'intelletto o della logica per dedurre la legge. Gli studiosi di diritto sia nella tradizione islamica sunnita che in quella sciita condividono l'interpretazione coranica, la Sunnah e la Ijma (il "consenso") come fonti della legge islamica e delle decisioni giudiziarie (ḥukm). Tuttavia, i dodici della scuola di diritto Ja'farī adottarono la parola 'aql come quarta fonte del diritto, mentre i sunniti impiegavano il termine qiyas ("ragionamento analogico").
Dei Duodecimani, Akhbari (associato all'esoterismo, al tradizionalismo e alle scuole teologiche di Qom) e Usuli (associato all'esoterismo, al razionalismo e alle scuole teologiche di Baghdad) si contesero le varie correnti scolastiche: il primo rifiutò apertamente l’Ijtihad, mentre il secondo lo sostenne ed esso risultò l’orientamento predominante negli ultimi tre secoli.
Nell'Islam sciita, "le porte dell'ijtihād" non sono mai state chiuse e l'uso di 'aql caratterizza il "praticante di ijtihād" (Shi'ī mujtahid) e gli "specialisti legali" (faqīhs) che sono capaci di rispondere quando sorgono problemi che non siano stati trattati esplicitamente nel Corano o nella Sunnah.